# نيكولا يون
نيكولا يون (بالإنجليزية: Nicola Yoon)‏ هي كاتِبة أمريكية، ولدت في 1 أكتوبر 1973 في ريو دي جانيرو في البرازيل.

## وصلات خارجية
- نيكولا يون على موقع IMDb (الإنجليزية)